# Finlande aux Jeux olympiques d'hiver de 1976
La Finlande participe aux Jeux olympiques d'hiver de 1976 à Innsbruck en Autriche du 4 au 15 février 1976. Il s'agit de sa douzième participation à des Jeux d'hiver.
La délégation finlandaise est composée de 47 athlètes: 38 hommes et 9 femmes.

## Liste des médaillés
| Sport                  | Discipline             | Athlète(s)                                                        |
| Médaille d'or : 2      |                        |                                                                   |
| Ski de fond            | 5 km classique femmes  | Helena Takalo                                                     |
| Ski de fond            | relais 4 ×10 km hommes | Matti Pitkänen Juha Mieto Pertti Teurajärvi Arto Koivisto         |
| Médaille d'argent : 4  |                        |                                                                   |
| Ski de fond            | 10 km classique femmes | Helena Takalo                                                     |
| Ski de fond            | relais 4 ×5 km femmes  | Liisa Suihkonen Marjatta Kajosmaa Hilkka Riihivuori Helena Takalo |
| Biathlon               | Individuel hommes      | Heikki Ikola                                                      |
| Biathlon               | relais hommes          | Henrik Flöjt Esko Saira Juhani Suutarinen Heikki Ikola            |
| Médaille de bronze : 1 |                        |                                                                   |
| Ski de fond            | 15 km classique hommes | Arto Koivisto                                                     |

| Sport       | Médaille d'or, Jeux olympiques | Médaille d'argent, Jeux olympiques | Médaille de bronze, Jeux olympiques | Total |
| ----------- | ------------------------------ | ---------------------------------- | ----------------------------------- | ----- |
| Ski de fond | 2                              | 2                                  | 1                                   | 5     |
| Biathlon    | 0                              | 2                                  | 0                                   | 2     |
| Total       | 2                              | 4                                  | 1                                   | 7     |